# 상동초등학교 (경기)
상동초등학교는 대한민국 경기도 부천시 원미구에 있는 공립 초등학교이다.

## 학교 연혁
- 1993년 4월 1일: 개교

2010.9 박상길 교장 부임
2014.9 김연철 교장 부임
2016.3 이현숙 교장 부임
2018.9 김준환 교장 부임

2020.3 박석일 교장 부임

## 참고 자료
- 상동초등학교 - 한국교육학술정보원 학교알리미